# Wilhelminakanal

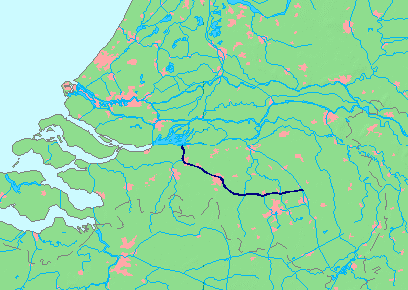
Verlauf des Wilhelminakanals

Der Wilhelminakanal (niederländisch Wilhelminakanaal) ist ein Kanal in der niederländischen Provinz Noord-Brabant. Er verläuft vom Fluss Amer bei Geertruidenberg und mündet zwischen Beek en Donk und Aarle-Rixtel in den Kanal Zuid-Willemsvaart. Der Wilhelminakanal hat eine Länge von 68 km. Er ist schiffbar für Schiffe bis zu 500 t. Seine Tiefe beträgt durchschnittlich 2,30 m, wobei die flachste Stelle 1,90 m tief ist. Die Breite des Kanals variiert zwischen 25 und 30 m.
Die ersten Pläne einen Kanal zu bauen, der die Städte Tilburg und Eindhoven mit der Maas verbinden würde, stammen aus dem Jahre 1794. Mit den eigentlichen Grabungsarbeiten wurde jedoch erst 1910 begonnen. Am 16. September 1916 legte das erste Schiff in Tilburg an, der gesamte Kanal wurde jedoch erst 1923 fertiggestellt und am 4. April desselben Jahres offiziell eröffnet.
Im Zweiten Weltkrieg waren einige Brücken über den Kanal umkämpft. Im Zuge der Operation Market Garden (Herbst 1944) wurde bei Son, nördlich von Eindhoven, eine Behelfsbrücke (die Bailey-Brücke) über den Wilhelminakanal gebaut.
Zwischen Eindhoven und Son en Breugel kreuzt die Dommel den Wilhelminakanal, wobei sie unter dem höher gelegenen Kanal durchfließt.
Durch die Zunahme des Transport von Gütern über die Straße in der 2. Hälfte des 20. Jahrhunderts hat die Auslastung des Kanals deutlich abgenommen.

## Vereinbarung 2007

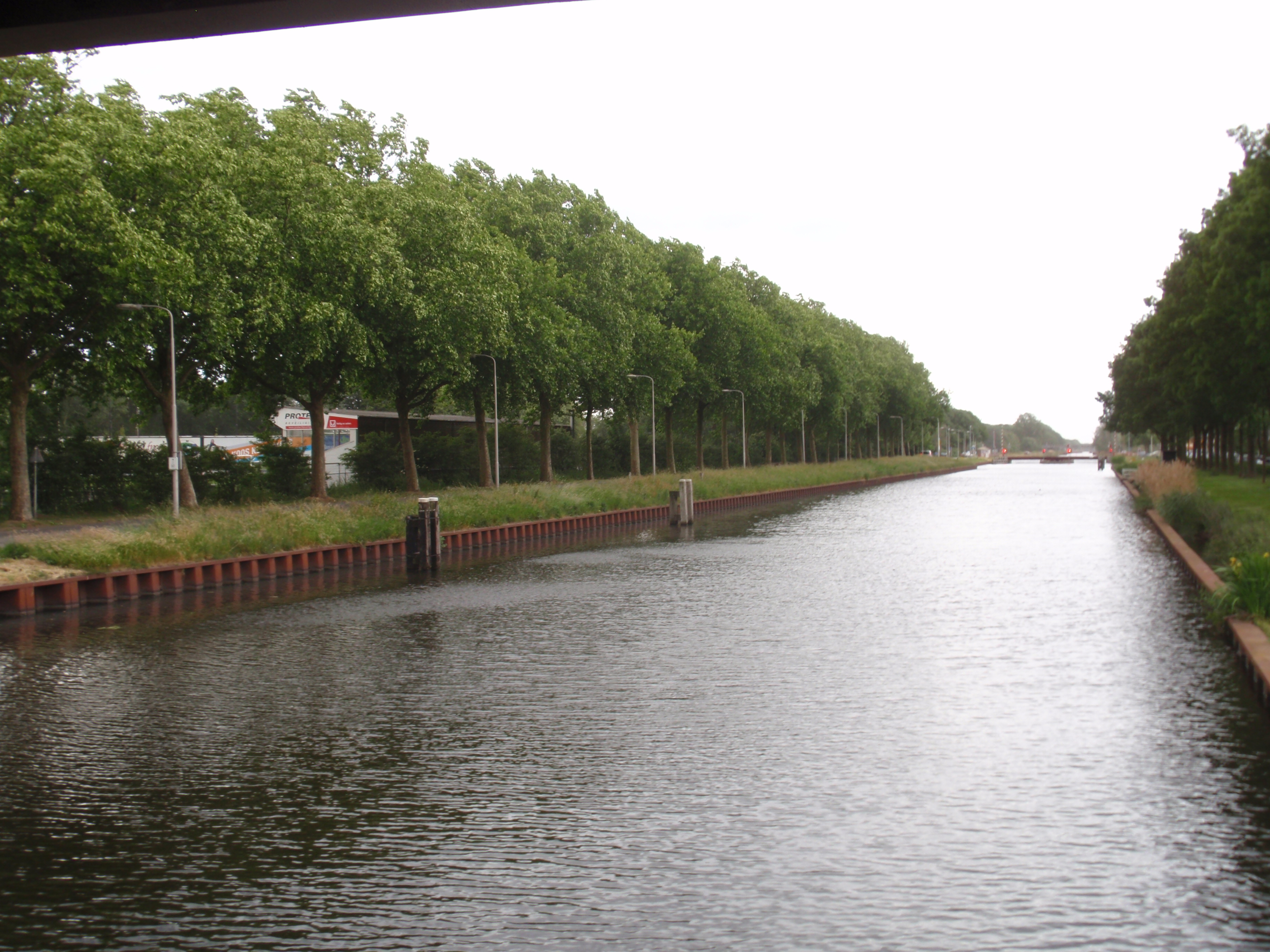
Der Wilhelminakanal in Tilburg

Am 7. November 2007 unterzeichneten das Verkehrsministerium (Ministerie van Verkeer en Waterstaat), die Provinz Noord-Brabant und die Gemeinde Tilburg eine Übereinkunft zum Kanal. Diese umfasst unter anderem eine Verbreiterung und Vertiefung des Kanals. Kostenverteilung
- € 52 Millionen: Ministerium
- € 9,8 Mio: Noord-Brabant
- € 9,8 Mio: Tilburg